# Jean Berko Gleason
Jean Berko-Gleason es una psicóloga estadounidense. Profesora emérita de la Facultad de Psicología de Boston University, es conocida por sus investigaciones en la psicolingüística, sobre todo en la adquisición del lenguaje, y su Wug Test (1958) es utilizada en la investigación en la psicolingüística evolutiva. Ha realizado estudios sobre la afasia con Harold Goodglass y sobre el desarrollo del lenguaje en la comunidad gitana en Hungría, con Zita Réger.

## Wug Test
Los resultados de la prueba fueron publicados en 1958 en la revista WORD, de la International Linguistic Association.

## Publicaciones
- The Development of Language (2009)